# مریم بن‌لازار
مریم بن‌لازار (عربی: مريم  ياسمين بن لازار؛ زادهٔ ۹ ژوئن ۱۹۹۵) بازیکن فوتبال اهل فرانسه است.
وی همچنین در تیم‌های ملی فوتبال زنان الجزایر بازی کرده‌است.